# Faches-Thumesnil

Faches-Thumesnil este o comună în departamentul Nord, Franța. În 1 ianuarie 2022 avea o populație de 18.310 de locuitori.